# Hypsugo macrotis
Hypsugo macrotis is een zoogdier uit de familie van de gladneuzen (Vespertilionidae). De wetenschappelijke naam van de soort werd voor het eerst geldig gepubliceerd door Coenraad Jacob Temminck in 1840.

## Voorkomen
De soort komt voor in Indonesië en Maleisië.